# Avtocesta A2, Hrvaška
Avtocesta A2 oz. Zagorska avtocesta je hrvaška avtocesta, ki poteka od mejnega prehoda Gruškovje oz. Donji Macelj na meji s Slovenijo. Na slovenski strani se navezuje na avtocesto A4 na relaciji Gruškovje–Maribor. Avtocesta povezuje Donji Macelj z razcepom Jankomir pred Zagrebom. Gradila se je po odsekih:
- Macelj–Krapina: 2007
- Krapina–Zabok: 1996
- Zabok–Zaprešić: 1991

3,75 km med Krapino in Đurmancem je zaradi varčevanja zgrajeno kot polavtocesta, zato promet poteka samo po dveh pasovih z največjo dovoljeno hitrostjo 80 km/h, vendar je gradnja drugega dela vozišča v načrtovanju.